# Льюис, Джеффри
Джеффри Льюис (англ. Geoffrey Lewis; 31 июля 1935 — 7 апреля 2015, Лос-Анджелес, Калифорния, США) — американский актер, снявшийся более чем в 220 фильмах и телесериалах. Номинировался на премии «Золотой глобус» (номинация «Лучший актёр второго плана в сериале, мини-сериале или телефильме», 1981) и CableACE Awards (в номинации «лучший актёр драматического сериала», 1985).
Был женат трижды, имел восемь детей, в числе которых актриса Джульетт Льюис.

## Избранная фильмография
| Год       |   | Русское название                     | Оригинальное название               | Роль              |
| --------- | - | ------------------------------------ | ----------------------------------- | ----------------- |
| 1975      | ф | Великий Уолдо Пеппер                 | The Great Waldo Pepper              | Ньют              |
| 1975      | ф | Ветер и лев                          | The Wind and the Lion               | Самуэль Гуммер    |
| 1976      | ф | Возвращение человека по имени Лошадь | The Return of a Man Called Horse    | Зенас             |
| 1980      | ф | Врата рая                            | Heaven's Gate                       | Фрэд              |
| 1980—1981 | с | Фло                                  | Flo                                 | Эрл Такер         |
| 1984      | с | Фэлкон Крест                         | Falcon Crest                        | Лукас Кросби      |
| 1985      | ф | Страсть в пыли                       | Lust In The Dust                    | Хард Кэйс Уильямс |
| 1989      | ф | Танго и Кэш                          | Tango & Cash                        | капитан Шредер    |
| 1991      | ф | Двойной удар                         | Double Impact                       | Фрэнк             |
| 1992      | ф | Газонокосильщик                      | The Lawnmower Man                   | Терри Маккин      |
| 1993      | ф | Дерево Джошуа                        | Joshua Tree                         | шериф Сепеда      |
| 1993      | ф | Только сильнейшие                    | Only the Strong                     | Кэрриган          |
| 1993      | ф | Человек без лица                     | The Man Without A Face              | Уэйн Старк        |
| 1994      | ф | Мэверик                              | Maverick                            | Мэттью Уикер      |
| 1994      | ф | Последний пляж                       | Last Resort                         | Рэкс Карвер       |
| 1994      | с | Крутой Уокер: Правосудие по-техасски | Walker, Texas Ranger                | шериф Бо Лэнгли   |
| 1999      | с | Секретные материалы                  | The X-Files                         | Альфред Феллиг    |
| 2002      | ф | Крутой парень                        | The New Guy                         | директор школы    |
| 2005      | ф | Изгнанные дьяволом                   | The Devil's Rejects                 | Рой Салливан      |
| 2006      | ф | Dом Zомби                            | Wicked Little Things                | Гарольд Томсон    |
| 2007      | с | Доктор Хаус                          | House, M.D.                         | старик            |
| 2008      | ф | Рождественский коттедж               | Thomas Kinkade's Home for Christmas | Буч               |
| 2012      | ф |                                      | Mommy's Little Monster              | Стэнли Мельник    |
| 2016      | ф |                                      | Retreat!                            | Салливан          |
| 2017      | ф |                                      | High and Outside                    | Лен Хардинг       |

## Награды и номинации
| Год  | Награда                              | Категория                                                         | Работа           | Результат |
| ---- | ------------------------------------ | ----------------------------------------------------------------- | ---------------- | --------- |
| 1981 | Золотой глобус                       | Лучший актёр второго плана в сериале, мини-сериале или телефильме | Фло              | Номинация |
| 1985 | CableACE Awards                      | Лучший актёр драматического сериала                               | Maximum Security | Номинация |
| 2006 | California Independent Film Festival | Лучший актёр                                                      | Old Man Music    | Победа    |